# Federació Catalana de Societats Musicals
La Federació Catalana de Societats Musicals és una entitat dedicada a la promoció, difusió i consolidació de la música de banda a Catalunya. Agrupa diverses societats musicals i bandes de música amb l'objectiu de fomentar la cultura musical, donar suport a les agrupacions i representar el moviment bandístic català en institucions nacionals i internacionals.
La Federació va ser fundada l'any 1982 amb l'objectiu de donar cohesió a les societats musicals de Catalunya i reforçar-ne la seva projecció. Històricament, les bandes de música han tingut un paper destacat en la vida cultural i festiva del país, però no va ser fins a la creació de la Federació que es va establir un marc organitzatiu que en regulés i en coordinés les activitats.
Amb els anys, la FCSM ha anat ampliant la seva influència, promovent festivals, trobades i concursos de bandes, així com programes de formació musical. A més, ha establert col·laboracions amb altres federacions musicals de l'estat espanyol i d'Europa.
La Federació compta amb més de 40 societats musicals distribuïdes per tot Catalunya. Algunes de les més destacades són la  Banda Municipal de Barcelona, la Banda de Música de Lleida, la Banda Simfònica de Tarragona, l'Associació Musical de Reus i la Societat Musical La Unió Filharmònica d'Amposta.